# يحيى علي أحمد الراعي
الشيخ
يحيى علي أحمد الراعي عسكري وبرلماني يمني، ولد في قرية (أفق) في مديرية جهران في محافظة ذمار، وفيها نشأ، ثم التحق بالتعليم النظامي، وتخرج من الكلية الحربية عام 1392هـ/1972م، ثم حصل على دورة في قيادة الألوية في روسيا. متزوج، وأب لأربعة أبناء وبنت واحدة. أصيب بإصابات وحروق بالغة في حادثة تفجير جامع دار الرئاسة (جامع النهدين). قصف التحالف العربي منزله في منطقته جهران وقتل أحد ابنائه ومرافقيه في القصف.

## مناصب
- تعيّن قائد الكتيبة السابعة في معسكر العمالقة.
- أركان حرب في معسكر مدينة الشرق.
- قائدًا عسكريًّا لقطاع عتمة ووصاب العالي ووصاب السافل.
- مديرًا عامًّا لمديرية عتمة، وكلها في محافظة ذمار.
- قائدًا لإحدى القطاعات العسكرية في المناطق الوسطى من اليمن.
- قائدًا لمدرسة العمالقة.
- قائدًا لقطاع المناطق الوسطى.
- قائمًا بأعمال قائد لواء العمالقة.
- أركان حرب اللواء الثالث مشاة.
- عضوًا في مجلس الشورى اليمني عام 1408هـ/1988م.
- محافظًا لمحافظة أبين عام 1410هـ/1990م.
- قائدًا لمعسكر طارق بن زياد عام 1414هـ/1994م.
- عضوًا في مجلس النواب ورئيسًا للكتلة البرلمانية لحزب المؤتمر الشعبي العام عام 1413هـ/1993م.
- نائبًا لرئيس مجلس النواب عام 1417هـ/1997م.
- ثم أعيد انتخابه في نفس المنصب البرلماني لدورتين متتاليتين.[5]
- رئيس مجلس النواب من 11 فبراير 2008 حتى 13 أبريل 2019[6][7][7]
- شارك في تأسيس حزب المؤتمر الشعبي العام عام 1402هـ/1982م.
- تعيّن عضوًا في لجنته الدائمة، ورئيسًا لفرع الحزب في مديرية جهران.
- ثم رئيسًا لفرع الحزب في محافظة ذمار عام 1410هـ/1990م.
- ثم انتخب أمينًا عامًّا مساعدًا لقطاع الاقتصاد والإدارة والخدمات في هذا الحزب عام 1415هـ/1995م.
- ثم أعيد انتخابه في هذا المنصب لدورتين متتاليتين.

## مجلس النواب
عضو في مجلس النواب، عن الدورة البرلمانية 2003-2009 والكتلة البرلمانية لنواب حزب المؤتمر الشعبي العام عن الدائرة الانتخابية رقم (202) بمحافظة أبين.